# NGC 4459
NGC 4459 je spiralna galaktika u zviježđu Berenikinoj kosi. Zajedno s NGC 4468 i NGC 4474 čini trojac galaktika koji su produžetak Markarianovog lanca, skupinu poredanih galaktika u skupu Djevici.
U središtu galaktike je crna rupa koja je približne mase od 70 Sunčevih masa.

## Vanjske poveznice
- (engl.) SEDS: NGC 4459
- (engl.) Revidirani Novi opći katalog
- (engl.) Izvangalaktička baza podataka NASA-e i IPAC-a
- (engl.) Astronomska baza podataka SIMBAD
- (engl.) VizieR